# مارفن دوتش
مارفن دوتش (بالألمانية: Marvin Ducksch)‏ مواليد7 مارس 1994 في دورتموند
لاعب كرة قدم ألماني، يلعب مع ناديفورتونا دوسلدورف.

## روابط خارجية
- مارفن دوتش على موقع الاتحاد الدولي (مؤرشف)  (الإنجليزية)
- مارفن دوتش على موقع الاتحاد الأوربي (الإنجليزية)
- مارفن دوتش على موقع قاعدة بيانات كرة القدم.إي يو (الإنجليزية)
- مارفن دوتش على موقع بيانات كرة القدم. دي إي (الألمانية)
- مارفن دوتش على موقع Soccerway.com (الإنجليزية)
- مارفن دوتش على موقع عالم كرة القدم.نت (الإنجليزية)
- مارفن دوتش على موقع AS.com (الإسبانية)